# Jean-Lambert Blandot
Jean-Lambert Blandot, né à Huy le 24 octobre 1835 et mort le 22 septembre 1885, est un architecte belge, actif principalement dans les provinces de Liège et de Namur.

## Biographie
En 1876, Jean-Lambert Blandot est chargé par le gouvernement belge de la réalisation d'une classe modèle qui représente la Belgique à l’exposition scolaire internationale de Philadelphie.

## Œuvres
- 1860 : Église Saint-Jean-Baptiste, à Chapon-Seraing, en style néo-gothique
- 1863 : Église Saint-Maurice, à Lamontzée
- 1865
  - Théâtre de Huy (détruit par un  incendie en 1925)
  - Chapelle Saint-Pierre, à Envoz, en style néo-gothique
- 1866 : Maison communale, Justice de Paix et école des filles et garçons, à Héron
- 1866-1868 : Église Saints-Anges-Gardiens, à Surlemez, en style néo-gothique
- 1867 : Maison de Justice, à Avennes
- 1869
  - Sacristie de l'église Saint-Sébastien, à Lantremange
  - Église Sainte-Barbe, à Wanzoul
  - reconstruction de la tour occidentale de l'église Saint-Lambert, à Bois-et-Borsu
- 1869-1870 : Église Saints-Pierre-et-Paul, à Blehen, en style néo-gothique
- 1869-1871 : Église Notre-Dame, à Hamoir
- 1870-1871
  - Église Saint-Léger, à Tilff, en style néo-gothique
  - Église Saint-Roch, à Sart-Custinne, en style néo-gothique
- 1870-1872 : Église Saint-Denis, à Grand-Axhe, en style néo-gothique
- 1871 : agrandissement de l'église Notre-Dame Auxiliatrice, à Petit-Waret
- 1872
  - Église Saint-Denis, à Bierwart, en style néo-roman
  - Église Saint-Lambert, à Vieux-Waleffe, en style néo-roman
  - Église Saint-Nicolas, à Bourseigne-Neuve, en style néo-roman
  - Église Saint-Nazaire, à Bodegnée, en style néo-gothique
- 1873 : Église Saint-Lambert, à Fize-Fontaine, en style néo-gothique
- 1873-1874 : Église Saint-Lambert, à Martouzin, en style néo-roman
- 1873-1875 : Église Notre-Dame, à Rienne, en style néo-roman
- 1875 : rehaussement de la tour de l'église Saint-Remy, à Landenne
- 1875-1876 : Église Saint-Pierre, à Thy-le-Bauduin, en style néo-roman
- 1876-1879[1] : Église Saint-Héribert, à Rémersdael
- 1877
  - Église Saint-Lambert à Vencimont, en style néo-roman
  - Église Saint-Pierre à Willerzie, en style néo-gothique
  - transformations à l'église Saint-Remy, à Flostoy
- 1878 : Église Saint-Denis, à Louette-Saint-Denis, en style néo-gothique
- 1880-1884 : Église Saint-Lambert, à Cerfontaine, en style néo-gothique
- 1882-1886 : Temple maçonnique, à Huy, en style éclectique et néo-égyptien[2]
- 1884-1886 : Église Saint-André, à Ochamps, en style néo-gothique
- 1885 : Athénée Royal d'Andenne
- 1887-1888 : Église Saint-Fiacre, à Membre, en style néo-gothique

## Publications
- Maisons et Ecoles communales de la Belgique, Paris-Liège, 1869.
- Instructions concernant la construction et l’ameublement des maisons d’écoles, suivies de plans et de devis types, Huy, Degrace, 1875.

## Hommage
- Rue Blandot, à Tilff